# Sân bay quốc tế Ivano-Frankivsk
Sân bay quốc tế Ivano-Frankivsk, tiếng Ukraina Міжнародний аеропорт Івано-Франківськ (IATA: IFO, ICAO: UKLI) là một sân bay giáp Ivano-Frankivsk, Ukraina, cách trung tâm thành phố 4,4 km bằng đường bộ.
Ivano-Frankivsk là sân bay quốc tế từ năm 1992. Sân bay này có năng lực phục vụ 400 lượt khách mỗi giờ .
Một đường băng thứ hai có bề mặt bê tông dài 1928 m do quân đội sử dụng làm nơi đỗ, một sân đỗ lớn ở tây bắc của nhà ga dân dụng vẫn do không quân Ukraina sử dụng.

## Các hãng hàng không và các tuyến điểm
- Aerosvit Airlines (Kiev-Boryspil)
- City Star Airlines (Kiev-zhualany)
- Dniproavia (Kiev-Boryspil, Moskva-Domodedovo)
- Donbassaero (Sham-El-Sheikh)
- WindRose Aviation (Antalya, Milano-Malpensa)
- Utair (Moscow-Vnukovo)
- Wizz Air (Warsaw [bắt đầu năm 2008])